# Seiyū Awards
Seiyū Awards (jap. 声優 アワード Seiyū Awādo) – nagrody dla wybitnych aktorów głosowych (seiyū) za ich wkład i osiągnięcia w anime i innych mediach w Japonii. Pierwsza ceremonia wręczenia Seiyū Awards odbyła się w dniu 3 marca 2007 roku w Teatrze 3D Tokyo Anime Center w dzielnicy Akihabara w Japonii i od tamtej pory odbywają się one corocznie w marcu.

## Nagrody
Najlepszy aktor główny / Najlepsza aktorka głównaNagroda za najlepiej odegraną główną postać w anime z danego roku (max. 1 dla jednej płci).
Najlepszy aktor drugoplanowy / Najlepsza aktorka drugoplanowaNagroda za najlepiej odegraną postać drugoplanową w anime z danego roku (max. 2 dla jednej płci).
Najlepszy debiutujący aktor / Najlepsza debiutująca aktorkaNagroda za najlepiej odegraną postać przez aktora głosowego, który zadebiutował w ciągu ostatnich pięciu lat (max. 2 dla jednej płci).
Najlepiej śpiewający aktorNagroda dla aktora głosowego lub zespołu aktorów głosowych za najlepszą piosenkę pod własnym imieniem lub imieniem odgrywanej postaci (max. 1).
Najlepszy prezenterNagroda za najlepiej prowadzone przez aktora głosowego radio, radio internetowe lub program telewizyjny działające w bieżącym roku (max. 1).
Nagroda za specjalne osiągnięciaNagroda dla zmarłego seiyū za aktorstwo głosowe w różnych rodzajach prac, szczególnie zagranicznych (max. 1).
Nagroda za osiągnięciaNagroda za wieloletnie aktorstwo głosowe w różnych rodzajach prac, szczególnie zagranicznych (dowolna liczba).
Nagroda za synergięNagroda za zwiększanie wydajności aktorstwa przez różne działania (max. 1).
Nagroda Kazue TakahashiNagroda dla aktorki głosowej za rozpowszechnianie zawodu seiyū w różnych mediach (max. 1).
Nagroda Keia TomiyamyNagroda dla aktora głosowego za rozpowszechnianie zawodu seiyū w różnych mediach (max. 1).
Nagroda zagranicznych fanówNagroda przyznawana przez fanów z zagranicy (max. 1).
Nagroda dzieciNagroda przyznawana przez dzieci (max. 1).
Nagroda większości głosówNagroda przyznawana osobie, która otrzymała najwięcej głosów zsumowanych ze wszystkich kategorii (max. 1).
Nagroda specjalna Seiyū AwardsNagroda dla aktora głosowego za różnego rodzaju działania (max. 1).

## Dotychczasowe uroczystości przyznawania nagród Seiyū Awards
| Ceremonia                     | Data          | Miejsce              |
| ----------------------------- | ------------- | -------------------- |
| Pierwsza edycja Seiyū Awards  | 3 marca 2007  | Akiba 3D Theater     |
| Druga edycja Seiyū Awards     | 8 marca 2008  | UDX Theater          |
| Trzecia edycja Seiyū Awards   | 7 marca 2009  | UDX Theater          |
| Czwarta edycja Seiyū Awards   | 6 marca 2010  | UDX Theater          |
| Piąta edycja Seiyū Awards     | 5 marca 2011  | UDX Theater          |
| Szósta edycja Seiyū Awards    | 3 marca 2012  | JOQR Media Plus Hall |
| Siódma edycja Seiyū Awards    | 2 marca 2013  | JOQR Media Plus Hall |
| Ósma edycja Seiyū Awards      | 1 marca 2014  | JOQR Media Plus Hall |
| Dziewiąta edycja Seiyū Awards | 6 marca 2015  | JOQR Media Plus Hall |
| Dziesiąta edycja Seiyū Awards | 12 marca 2016 | JOQR Media Plus Hall |
| Jedenasta edycja Seiyū Awards | 18 marca 2017 | JOQR Media Plus Hall |
| Dwunasta edycja Seiyū Awards  | 3 marca 2018  | JOQR Media Plus Hall |
| Trzynasta edycja Seiyū Awards | 9 marca 2019  | JOQR Media Plus Hall |